# Кшижовиці (Глубчицький повіт)
Кшижовиці (пол. Krzyżowice, нім. Kreisewitz) — село в Польщі, у гміні Глубчиці Глубчицького повіту Опольського воєводства.
Населення — 273 особи (2011).
У 1975-1998 роках село належало до Опольського воєводства.

## Демографія
Демографічна структура станом на 31 березня 2011 року:
|          | Загалом | Допрацездатний вік | Працездатний вік | Постпрацездатний вік |
| -------- | ------- | ------------------ | ---------------- | -------------------- |
| Чоловіки | 138     | 28                 | 96               | 14                   |
| Жінки    | 135     | 23                 | 87               | 25                   |
| Разом    | 273     | 51                 | 183              | 39                   |